# (6239) Minos
(6239) Minos (1989 QF) – planetoida z grupy Apollo okrążająca Słońce w ciągu 1,24 lat w średniej odległości 1,15 j.a. Odkryta 31 sierpnia 1989 roku.